# Dream of Life
Dream of Life je studiové album Patti Smith. Album vyšlo v červnu roku 1988 u Arista Records. Jedná se o první album, vydané po rozpuštění skupiny The Patti Smith Group a zároveň také první album, na kterém se nepodílel český hudebník Ivan Král.

## Seznam skladeb
Všechny skladby napsali Patti Smith a Fred Sonic Smith.
| Strana 1 | Strana 1              | Strana 1 |
| Pořadí   | Název                 | Délka    |
| -------- | --------------------- | -------- |
| 1.       | People Have the Power | 5:07     |
| 2.       | Going Under           | 5:57     |
| 3.       | Up There Down There   | 4:47     |
| 4.       | Paths That Cross      | 4:18     |

| Strana 2       | Strana 2                | Strana 2 |
| Pořadí         | Název                   | Délka    |
| -------------- | ----------------------- | -------- |
| 1.             | Dream of Life           | 4:38     |
| 2.             | Where Duty Calls        | 7:46     |
| 3.             | Looking for You (I Was) | 4:04     |
| 4.             | The Jackson Song        | 5:24     |
| Celková délka: | Celková délka:          | 42:01    |

| Bonusy na CD reedici | Bonusy na CD reedici | Bonusy na CD reedici |
| Pořadí               | Název                | Délka                |
| -------------------- | -------------------- | -------------------- |
| 1.                   | As the Night Goes By | 5:04                 |
| 2.                   | Wild Leaves          | 4:03                 |

## Sestava
- Patti Smith – zpěv
- Fred Sonic Smith – kytara
- Jay Dee Daugherty – bicí, klávesy
- Richard Sohl – klávesy

Hosté
- Andi Ostrowe – doprovodný zpěv
- Robin Nash – doprovodný zpěv
- Bob Glaub – baskytara
- Gary Rasmussen – baskytara
- Kasim Sulton – baskytara
- Malcolm West – baskytara
- Hearn Gadbois – perkuse
- Errol „Crusher“ Bennett – perkuse
- Sammy Figueroa – perkuse
- Jesse Levy – violoncello
- Margaret Ross – harfa